# Predrag Jokić
Predrag Jokić (in montenegrino Предраг Јокић; 3 febbraio 1983) è un ex pallanuotista montenegrino e precedentemente jugoslavo, fino alla definitiva conclusione dell'esperienza federativa della Jugoslavia avvenuta nel 2003, nonché serbo-montenegrino, fino alla scissione della Serbia e Montenegro in due stati indipendenti occorsa nel 2006. Ha vinto una medaglia d'oro agli europei nel 2008, ed altre tre d'argento. È allenatore delle giovanili dell'Hannover.

## Palmarès

### Club
- Campionato montenegrino: 2

Jadran: 2003, 2004-05
- Coppa del Montenegro: 1

Budva: 2010-11
- Coppa di Serbia e Montenegro: 2

Jadran: 2004, 2005
- Campionato italiano: 1

Pro Recco: 2008-09
- Coppe Italia: 1

Pro Recco: 2008-09
- Campionato tedesco: 1

Waspo Hannover: 2018
- Coppa di Germania: 3

Waspo Hannover: 2017, 2018, 2019
- Supercoppa LEN: 1

Pro Recco: 2008
- Coppa COMEN: 1

Sori: 2008

### Nazionale
- Olimpiadi

Atene 2004: 
- Mondiali

Montréal 2005: 
Barcellona 2013: 
Barcellona 2003: 
- Europei
- Kranj 2003:

Malaga 2008: 
Eindhoven 2012: 
Belgrado 2016: 
- World League

Čeljabinks: 